# Choe Hyo-gyong
Choe Hyo-gyong (Pyongyang, 10 de maio de 2000) é uma lutadora de estilo-livre norte-coreana.

## Carreira
Nos Jogos Olímpicos de Verão de 2024, Choe Hyo-gyong se tornou a primeira atleta norte-coreana a ganhar medalha na luta livre ao ganhar a medalha de bronze na disputa até 53 kg. Anteriormente, ela havia conquistado também o bronze nos Jogos Asiáticos de 2022.